# Линклейтер, Ричард
Ричард Стюарт Линклейтер (англ. Richard Stuart Linklater; род. 30 июля 1960, Хьюстон, Техас, США) — американский независимый кинорежиссёр, сценарист и кинопродюсер. Трижды номинант на премию «Оскар» за написание сценариев к картинам «Перед закатом» (2004), «Перед полуночью» (2013) и «Отрочество» (2014), а также дважды призёр Берлинского кинофестиваля за постановку лент «Перед рассветом» (1995) и «Отрочество» (2014). За фильм «Отрочество», один из самых успешных фильмов в своей карьере, был также представлен к «Оскару» как режиссёр, продюсер и сценарист.

## Биография
Ричард Линклейтер родился 30 июля 1960 года в городе Хьюстон, Техас. Изучал литературу в университете Хьюстона (Sam Houston State University), собираясь стать писателем. Прервал обучение и работал на нефтяной платформе в Мексиканском заливе. В этот период он решил стать режиссёром. Он часто читал романы, а затем начал посещать театр, что переросло в любовь к кино и желание его создавать. После работы на платформе Линклейтер приобрёл на заработанные деньги камеру Super-8, проектор и монтажное оборудование. Он переехал в Остин, где основал «Остинское кинематографическое общество» (Austin Film Society) в 1985 году, а также компанию Detour Filmproduction.
В 1987 году Линклейтер снял фильм «Невозможно научиться пахать, читая книги». В 1991 году он окончил работу над картиной «Халявщик» с бюджетом 23 тыс. долларов, которая участвовала в кинофестивале Сандэнс.

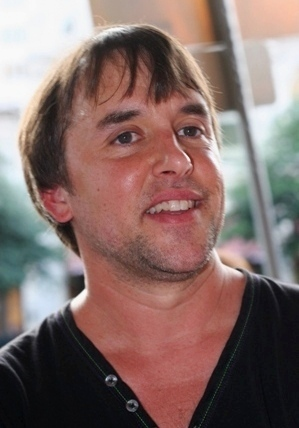
Линклейтер в 2007 году

Следующий его полнометражный фильм, «Под кайфом и в смятении», рассказывает о жизни группы школьников, бесцельно проводящих время в последний день занятий в 1976 году. В нём снялись тогда ещё неизвестные актёры Бен Аффлек, Мэттью Макконахи и Милла Йовович.
В фильме «Перед рассветом» (1995) студенты, роли которых играют Итан Хоук и Жюли Делпи, встречаются в поезде и проводят романтическую ночь в Вене. За режиссуру фильма Линклейтер был удостоен своего первого «Серебряного медведя» Берлинского кинофестиваля. В 2004 году вышла вторая часть «Перед закатом», где те же персонажи встречаются спустя 9 лет, а в 2013 году выходит третья часть «Перед полуночью», где пара уже имеет двоих детей.
В вестерне Линклейтера «Братки Ньютоны» (1998) воспроизводится имевшая место в действительности история о банде четырёх братьев — грабителей банков и поездов. В фильме снялись Мэттью Макконахи, Итан Хоук, Винсент д’Онофрио и Скит Ульрих.
После перерыва в творчестве Линклейтер вернулся в 2001 году с двумя фильмами — «Пробуждение жизни» и «Лента». Отличительной особенностью «Пробуждения жизни» было применение техники ротоскопирования, когда аниматоры рисуют каждый кадр поверх снятого обычным способом. Подобный приём режиссёр применил в фильме о наркоманах «Помутнение» (2006) по одноимённому роману Филипа К. Дика, где играли Вайнона Райдер, Киану Ривз, Вуди Харрельсон.
В 2003 году вышла комедия «Школа рока». В 2005 году Линклейтер номинирован на премию «Оскар» за лучший адаптированный сценарий к фильму «Перед закатом». В ноябре 2006 года вышел фильм «Нация фастфуда», поставленный по одноимённому бестселлеру и посвящённый влиянию индустрии быстрого питания.
В 2014 году Линклейтер был награждён вторым «Серебряным медведем» Берлинале за постановку своего самого масштабного проекта — «Отрочество», снимавшегося 12 лет. Также за работу над фильмом он получил премии «Золотой глобус», «Выбор критиков» и BAFTA в категориях «Лучший режиссёр» и «Лучший фильм» и номинации на премию «Оскар» в трех категориях.
В 2015 году он был включен в список ста самых влиятельных людей в мире по версии журнала Time.
В 2016 году на фестивале South by Southwest состоялась премьера молодёжной комедии Линклейтера «Каждому своё». В 2017-м на Нью-Йоркском кинофестивале впервые был показал его фильм «Последний взмах флага». Главные роли в картине, основанной на одноимённом романе, исполнили Стив Карелл, Брайан Крэнстон и Лоренс Фишберн.
В 2019 году в мировой прокат выходит картина Линклейтера «Куда ты пропала, Бернадетт?», основанная на романе-бестселлере Марии Семпл. Главную роль в фильме играет Кейт Бланшетт.
В марте 2022 года на South by Southwes состоялась премьера фильма «Аполлон-10½: Приключение космического века», повествующего о вымышленном полёте НАСА Аполлон-10 с половиной, предшествующему полёту Аполлон-11. 1 апреля, после ограниченного проката в кинотеатрах, картина вышла на Netflix. Это третий фильм Линклейтера, снятый с использованием технологии ротоскопирования. В октябре 2022 года начались съёмки комедийного боевика «Я не киллер».
С 2019 года идёт работа над фильмом «Мы едем, едем, едем», съёмки которого должны продлиться на 20 лет.

## Режиссёрский стиль
Вдохновение Линклейтера для работы в значительной степени основано на его опыте просмотра фильма «Бешеный бык». По его словам, этот фильм довел до кипения те мысли, которые он всегда хотел выразить. Он понял, что может выразить их через кино. На Линклейтера также оказали влияние Робер Брессон, Ясудзиро Одзу, Райнер Вернер Фасбиндер, Йозеф фон Штернберг и Карл Теодор Дрейер.
Действие многих фильмов Линклейтера происходит в течение одного дня. Во многих картинах режиссёра можно увидеть Итана Хоука и Мэттью Макконахи.

## Личная жизнь
Линклейтер живёт в Остине, штат Техас. Он вегетарианец с 20 лет. В 2015 году, при поддержке организации PETA, ведущей борьбу за права животных, в специальном видео Линклейтер рассказал о своём диетическом образе жизни.
С 1990 года находится в отношениях с Кристиной Харрисон. У пары есть дочь 1994 года рождения и дочки-близняшки 2004 года рождения. Лорелей, старшая дочь, сыграла сестру главного героя в фильме Линклейтера «Отрочество».

## Фильмография
- 1988 — Невозможно научиться пахать, читая книги / It’s Impossible to Learn to Plow by Reading Books
- 1991 — Бездельник / Slacker
- 1993 — Под кайфом и в смятении / Dazed and Confused
- 1995 — Перед рассветом / Before Sunrise
- 1996 — Пригород / SubUrbia
- 1998 — Братки Ньютоны / The Newton Boys
- 2001 — Пробуждение жизни / Waking Life
- 2001 — Плёнка / Tape
- 2003 — Школа рока / School of Rock
- 2004 — Перед закатом / Before Sunset
- 2005 — Несносные медведи / Bad News Bears
- 2006 — Помутнение / A Scanner Darkly
- 2006 — Нация фастфуда / Fast Food Nation
- 2008 — Я и Орсон Уэллс / Me and Orson Welles
- 2011 — Берни / Bernie
- 2013 — Перед полуночью / Before Midnight
- 2014 — Отрочество / Boyhood
- 2016 — Каждому своё / Everybody Wants Some
- 2017 — Последний взмах флага / Last Flag Flying
- 2019 — Куда ты пропала, Бернадетт? / Where’d You Go, Bernadette
- 2022 — Аполлон-10½: Приключение космического века / Apollo 10 1/2: A Space Age Adventure
- 2023 — Я не киллер / Hit man
- 2025 — Новая волна / Nouvelle Vague
- 2025 — Голубая луна / Blue Moon
- 2039 — Мы едем, едем, едем  / Merrily We Roll Along

## Награды и номинации
| Премия                         | Год  | Фильм               | Категория                                      | Результат |
| ------------------------------ | ---- | ------------------- | ---------------------------------------------- | --------- |
| «Оскар»                        | 2005 | «Перед закатом»     | Лучший адаптированный сценарий                 | Номинация |
| «Оскар»                        | 2014 | «Перед полуночью»   | Лучший адаптированный сценарий                 | Номинация |
| «Оскар»                        | 2015 | «Отрочество»        | Лучший фильм                                   | Номинация |
| «Оскар»                        | 2015 | «Отрочество»        | Лучший режиссёр                                | Номинация |
| «Оскар»                        | 2015 | «Отрочество»        | Лучший оригинальный сценарий                   | Номинация |
| «Золотой глобус»               | 2015 | «Отрочество»        | Лучший режиссёр                                | Победа    |
| «Золотой глобус»               | 2015 | «Отрочество»        | Лучший сценарий                                | Номинация |
| BAFTA                          | 2015 | «Отрочество»        | Лучший фильм                                   | Победа    |
| BAFTA                          | 2015 | «Отрочество»        | Лучший режиссёр                                | Победа    |
| BAFTA                          | 2015 | «Отрочество»        | Лучший оригинальный сценарий                   | Номинация |
| «Выбор критиков»               | 2014 | «Перед полуночью»   | Лучший адаптированный сценарий                 | Номинация |
| «Выбор критиков»               | 2014 |                     | Louis XIII Genius Award                        | Победа    |
| «Выбор критиков»               | 2015 | «Отрочество»        | Лучший режиссёр                                | Победа    |
| «Выбор критиков»               | 2015 | «Отрочество»        | Лучший оригинальный сценарий                   | Номинация |
| «Независимый дух»              | 1992 | «Халявщик»          | Лучший дебютный фильм                          | Номинация |
| «Независимый дух»              | 1992 | «Халявщик»          | Лучший режиссёр                                | Номинация |
| «Независимый дух»              | 2002 | «Пробуждение жизни» | Лучший режиссёр                                | Номинация |
| «Независимый дух»              | 2002 | «Пробуждение жизни» | Лучший сценарий                                | Номинация |
| «Независимый дух»              | 2005 | «Перед закатом»     | Лучший сценарий                                | Номинация |
| «Независимый дух»              | 2013 | «Берни»             | Лучший фильм                                   | Номинация |
| «Независимый дух»              | 2014 | «Перед полуночью»   | Лучший сценарий                                | Номинация |
| «Независимый дух»              | 2015 | «Отрочество»        | Лучший фильм                                   | Номинация |
| «Независимый дух»              | 2015 | «Отрочество»        | Лучший режиссёр                                | Победа    |
| «Спутник»                      | 2014 | «Перед полуночью»   | Лучший адаптированный сценарий                 | Номинация |
| «Спутник»                      | 2015 | «Отрочество»        | Лучший режиссёр                                | Победа    |
| «Спутник»                      | 2015 | «Отрочество»        | Лучший оригинальный сценарий                   | Номинация |
| Берлинский кинофестиваль       | 1995 | «Перед рассветом»   | Золотой медведь                                | Номинация |
| Берлинский кинофестиваль       | 1995 | «Перед рассветом»   | Серебряный медведь за лучшую режиссуру         | Победа    |
| Берлинский кинофестиваль       | 2004 | «Перед закатом»     | Золотой медведь                                | Номинация |
| Берлинский кинофестиваль       | 2013 |                     | Berlinale Camera                               | Победа    |
| Берлинский кинофестиваль       | 2014 | «Отрочество»        | Золотой медведь                                | Номинация |
| Берлинский кинофестиваль       | 2014 | «Отрочество»        | Серебряный медведь за лучшую режиссуру         | Победа    |
| Берлинский кинофестиваль       | 2014 | «Отрочество»        | Prize of the Guild of German Art House Cinemas | Победа    |
| Берлинский кинофестиваль       | 2014 | «Отрочество»        | Reader Jury of the «Berliner Morgenpost»       | Победа    |
| Венецианский кинофестиваль     | 2001 | «Пробуждение жизни» | Золотой лев                                    | Номинация |
| Венецианский кинофестиваль     | 2001 | «Пробуждение жизни» | CinemAvvenire Award                            | Победа    |
| Венецианский кинофестиваль     | 2001 | «Пробуждение жизни» | Laterna Magica Prize — особое упоминание       | Победа    |
| Каннский кинофестиваль         | 2006 | «Нация фастфуда»    | Золотая пальмовая ветвь                        | Номинация |
| Каннский кинофестиваль         | 2006 | «Помутнение»        | Un Certain Regard Award                        | Номинация |
| «Сезар»                        | 2015 | «Отрочество»        | Лучший иностранный фильм                       | Номинация |
| «Давид ди Донателло»           | 2015 | «Отрочество»        | Лучший иностранный фильм                       | Номинация |
| Премия Гильдии режиссёров США  | 2015 | «Отрочество»        | Лучший режиссёр                                | Номинация |
| Премия Гильдии продюсеров США  | 2015 | «Отрочество»        | Лучший фильм                                   | Номинация |
| Премия Гильдии сценаристов США | 2005 | «Перед закатом»     | Лучший адаптированный сценарий                 | Номинация |
| Премия Гильдии сценаристов США | 2014 | «Перед полуночью»   | Лучший адаптированный сценарий                 | Номинация |
| Премия Гильдии сценаристов США | 2015 | «Отрочество»        | Лучший оригинальный сценарий                   | Номинация |